# 극지 탐험

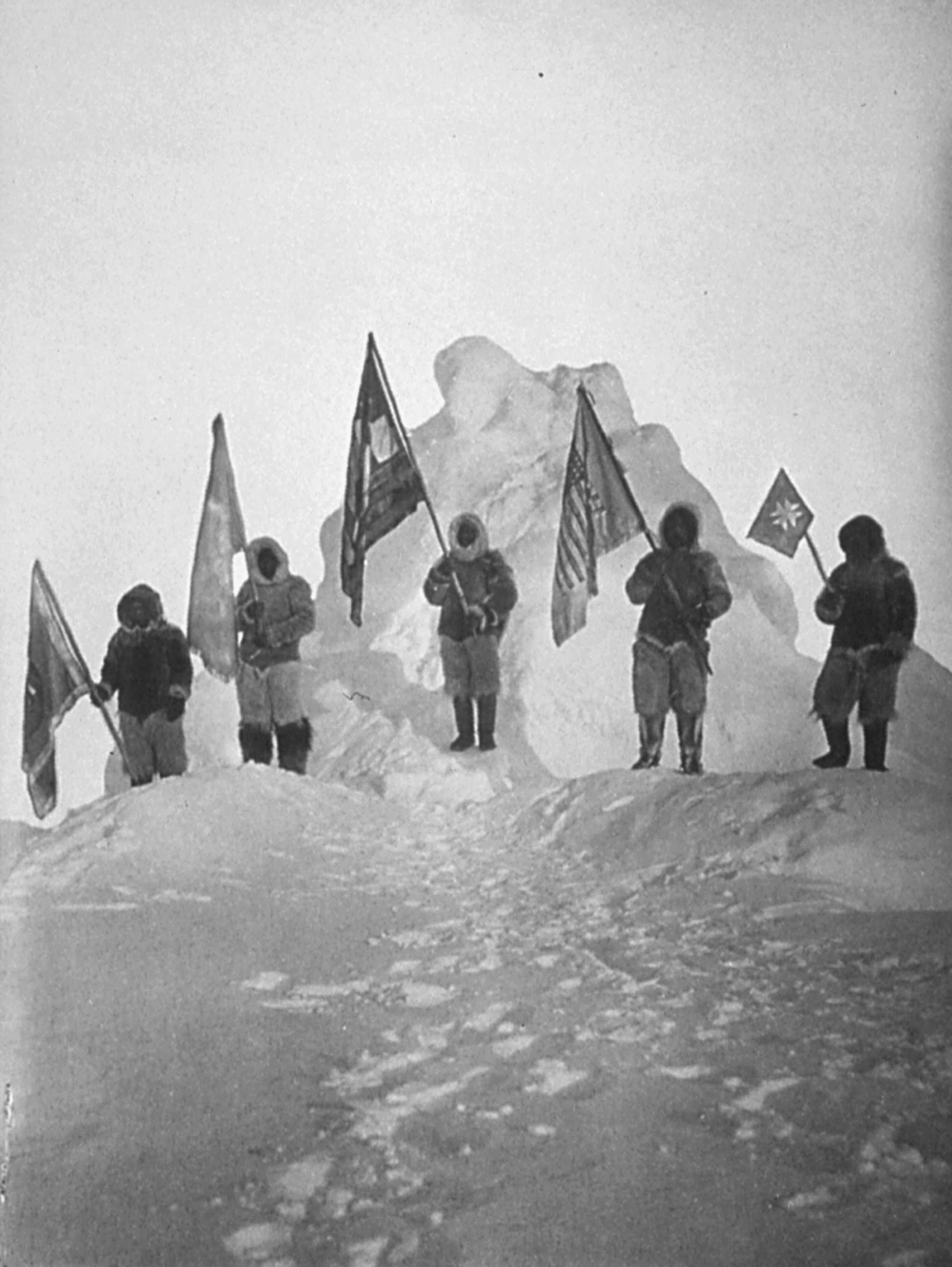
북극점에 도달한 로버트 피어리의 원정대

극지 탐험 (極地探險)은 지구의 극지방, 즉 북극과 남극을 탐험하는 과정을 말하며, 특히 북극점과 남극점에 도달하는 것을 목표로 한 탐험들을 가리킨다. 예로부터 극지 탐험은 도보나 썰매를 통한 극한의 여정에 나선 탐험가들이 주도하였으며, 현대에 들어서는 위성 사진을 비롯한 기술적 발전에 힘입어 탐험이 이뤄지고 있다.

## 역사
기원전 600년~300년경 고대 그리스의 철학자들은 인류가 사는 지구가 북극과 남극의 극지대를 지닌 구형 지구라는 이론을 내세웠다. 서기 150년경 그리스의 프톨레마이오스는 <지리학>을 통해 테라 아우스트랄리스 인코그니타 (Terra Australis Incognita), 즉 미지의 남방 대륙이 존재한다는 가설을 내세웠다. 이후 수 세기 동안 인류는 극지방 일대의 혹독한 기상 여건으로 제대로 된 탐험에 나서지 못하였으나, 19세기부터 여러 탐험가들의 도전으로 탐험의 활로가 열리기 시작하였다.
북극점에 처음 도달한 인물이 누구인가에 대해서는 두 가지 설이 존재하는데 모두 논란의 여지가 남아 있다. 첫째로 1908년 2월 21일 미국의 프레데릭 쿡이 이누이트 현지인인 아웰라, 에투키슈크와 함께 북극점에 도달했다고 밝혔으나, 널리 받아들여진 설은 아니다. 둘째로 1909년 3월 6일 미국의 로버트 피어리가 북극점에 도달했다는 설이다. 로버트 피어리는 자국인인 매슈 헨슨과 이누이트 현지인 남성 오타, 시글루, 에깅와이, 오퀘아와 함께 역사상 최초로 북극점에 도달한 인물로 여겨진다.
남극점에 처음 도달한 인물은 노르웨이의 로알 아문센이다. 당초 아문센은 탐험선을 해빙 속에 가두어 장시간 표류를 거쳐 북극점에 도달할 계획을 세웠으며, 프리티오프 난센의 극지 탐사선인 프람호의 이용권을 확보하고 대대적인 탐사 후원금 확보에 나섰다. 그러나 상술한 프레데릭 쿡과 로버트 피어리의 북극점 도달 소식이 알려지면서 아문센은 남극점 정복 준비에 나섰다. 아문센은 부하 대원들에게는 이 사실을 숨기고 있다가 1910년 6월 프람호가 마지막 기항지인 포르투갈 마데이라를 떠나면서 진정한 목적지를 밝혔다. 아문센의 탐험대는 1911년 12월 14일 남극점에 도달하였다. 비슷한 시기 영국의 로버트 팰컨 스콧이 이끄는 테라노바 탐험대 (Terra Nova Expedition)도 남극점 정복에 나섰으나 아문센보다 5주 뒤처졌고, 기지 복귀에 성공한 아문센 탐험대와는 달리 남극에 뼈를 묻었다.

## 같이 보기
- 남극 탐험
- 북극 탐험
- 극지 탐험가 목록